# Ужендув
Ужендув, або Ужендів (пол. Urzędów) — місто у Красницькому повіті Люблінського воєводства Польщі. Центр ґміни Ужендув.

## Історія
Спочатку Ужендув існував як торговисько на ґрунтах села-королівщини Скурчице. У 1405 році король Ягайло надав Ужендуву магдебурзьке право, а село Скурчице приднав до міста як окрему юридику. Останній з її дідичів Павел Бистрам разом з селом Попковіцами відступив Миколаєві Рею.
Під час татарського нападу XV ст. ерекційний привілей був знищений. 1648 року під час нападу на місто козаки спалили костел, який відбудували 1660 року.
Ужендув утратив міські права згідно з постановою від 31 грудня 1869 року, яку опублікували 13 січня 1870-го.
Згідно з розпорядженням Ради міністрів Речі Посполитої Польської від 28 липня 2015 року, з 1 січня 2016 року село Ужендув отримало статус міста.

## Відомі люди

### Народились
- Юзеф Маршалковський (†12.3.1777, Ужендув) — фундатор будівництва місцевого костелу, в криптах якого був похований
- Каєтан Потоцький — димерський староста[6]
- Марцін з Ужендува (пол. Marcin z Urzędowa) — польський ботанік
- Ян Міхалович — скульптор і архітектор епохи Відродження, правдоподібно, народився тут.[7]

### Ужендувські старости
- Анджей Жечицький[8]
- Єжи Жечицький[9]
- Евстахій Потоцький[10]

### Помер
- Януш Тишкевич, під час повернення з коронаційного сейму.[11]